# Віктор В'єхачек
Віктор В'єхачек, (пол. Wiktor Wiechaczek; 10 жовтня 1879, Моргенрот — 3 липня 1941, Брандебург) — шахтар, діяч польського національного руху, учасник Першої світової війни та Сілезьких повстань.

## Біографія
Після закінчення школи працював на цинковому заводі «Silesia» в Липині, потім перекваліфікувався на шахтаря. Працював у рідному місті на шахті «Паулюс», що належала управлінню «Паулюс-Гогенцоллерн», потім на шахті «Матильда» в Липині, потім — в Руді-Шльонській на шахті «Літандер». В 1901 році був призваний в прусську армію, де служив сапером в гарнізоні Найссе до 1903 року. По закінченню служби повернувся до праці шахтаря, став членом профспілки «Польське об'єднання робітників». В 1913 році за участь у страйку на шахті «Паулюс» був звільнений з роботи, після чого мусив переїхати в Шлезієнгрубе, де працював на шахті «Шлезієн».
Під час Першої світової війни воював на Західному фронті в складі імперської армії. Після війни став одним з організаторів місцевих ланок соціалістичної партії та Польської військової організації в Шлезієнгрубе.
Брав безпосередню участь у всіх трьох селезьких повстаннях. Разом з Юзефом Троєком був одним з лідерів Першого силезького повстання в Шлезієнгрубе, організатором мітингів, ройонним коментантом сил Польської військової організації. Під час другого повстання боровся в рядах 1-го полку битомських стрільців.
З грудня 1920 року активний учасник диверсійного бюро по керівництву захисту плебісциту, яке в міру наближення початку Третього силезького повстання переросло в диверсійну групу «Вавельберг». Керівником групи був Тадеуш Пущинський. В Шлезієнгрубе, в районі де мешкав В'єхачек довго накопичували вибухівку. Основним завданням групи був підрив ряду мостів, що з'єднували Верхню Сілезію з рештою Німеччини. Одною з ключових цілей був 200-метровий залізничний міст через Одре в районі Щепановіц, за п'ять кілометрів на захід від Ополе. В маленьку підгрупу, яка мала підірвати його, входили і Віктор з Пущинським. Під покровом темряви, в ніч на 2 травня 1921 року, диверсанти підірвали цей міст. Спочатку запас вибухівки закріпили на двох колонах, але запас запалювального шнуру був замалим. В'єхачек, колишній сапер, в екстрених умовах перемонтував систему щоб підірвати принаймні одну з опор мосту, збільшивши при цьому підривну потужність. При цьому повстанці ризикували своїм життям, бо коли В'єхачек підпалив провід, їх помітив патруль та підняв тривогу. Диверсанти втекли та сховалися у чагарниках. Однак з незрозумілих причин провід погас і вибух не відбувся. Їм довелося повертатись, щоб підпалити шнур заново. Друга спроба стала успішною — міст злетів у повітря. Транспортна ізоляція силезького краю, що виникла внаслідок результативних диверсій сприяла успішному розвиткові повстання.
В 1922 році за особливі заслужи та проявлену мужність Віктору В'єхачеку присвоїли Срібний хрест ордену «Virtuti Militari».
В міжвоєнний період він жив у Шлезієнгрубе (що вже був перейменований на Хропачув) та працював на місцевій шахті «Шлезієн», яку також перейменували на «Селезія». Брав участь в роботі Союзу селезьких повстанців.
Після німецької окупації регіону, на дев'ятнадцяті роковини подій в Щепановіце, 3 травня 1940 року, Віктора заарештували та ув'язнили в концентраційному таборі Дахау.Пізніше його перевели в Заксенхаузен, де він і помер 3 червня 1941 року.
Іменем В'єхачека названа одна з вулиць в Свентохловіце.